# Namcha Barwa
Namcha Barwa o Namchabarwa es una montaña del Himalaya tibetano, en el centro-este de Asia. Es la punta oriental de la cadena montañosa del Himalaya sensu stricto, según la definición tradicional que lo extiende desde el río Indo hasta el Brahmaputra. Es también el pico más alto de su propia sección o subsistema himalayo, así como el pico más oriental de la Tierra con una altitud mayor a 7600 m s. n. m.

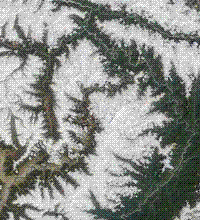
Cañón Tsangpo. La montaña en el centro es el monte Namcha Barwa.

Posee una altitud de 7782 msnmm (25 531 ft) siendo la cumbre 28.ª más elevada del mundo. Su prominencia es de 4106 m (13 471 ft) siendo la prominencia 19.ª más pronunciada del mundo. 

## Ubicación
El Namcha Barwa está en una región aislada del sudeste del Tíbet, la cual raramente es visitada por extranjeros. Su cumbre hermana es la del Gyala Peri, de 7294 m s. n. m.
El monte Namcha Barwa es rodeado por el gran cañón del Yarlung Tsangpo, un profundo y largo desfiladero con una longitud de unos 400 km, recorrido por el río Yarlung Tsangpo. Ese río se origina en el monte Kailāsh y recorre unos 1700 km drenando la región septentrional del los montes del Himalaya. Sus aguas bajan desde aproximadamente 3000 m s. n. m., discurriendo entre varios elevados y escarpados cordones montañosos, descendiendo 2240 m en 200 km, entre grandes paredones. Tras recorrer la cadena oriental del Himalaya, el río ingresa en el estado indio de Arunachal Pradesh donde comienza a ser llamado Brahmaputra. Este cañón es el más profundo del planeta Tierra, con 5045 m de profundidad.

## Historial de ascensos
El monte Namcha Barwa fue descrito por topógrafos británicos en el año 1912, pero la zona continuó por largo tiempo sin visitas. Recién en la década de 1980, un grupo de alpinistas chinos intentaron ser los primeros en hacer cumbre pero, a pesar de que exploraron varias rutas, no lograron su objetivo. En 1990, una expedición chino-japonesa reconoció sus laderas. En 1991, otra expedición conjunta llegó a 7460 m s. n. m., pero una avalancha mató a uno de sus miembros: Hiroshi Onishi. Finalmente, en 1992, una 3.ª expedición chino-japonesa estableció 6 campamentos partiendo desde el sur, del Nai Peng, de 7043 m s. n. m., llegando a la cumbre del Namcha Barwa el 30 de octubre de 1992. Al parecer, no ha habido subidas adicionales.